# Tiro ai Giochi della XXXII Olimpiade - Trap maschile
La gara di trap maschile dei Giochi della XXXII Olimpiade si è svolta il 28 e il 29 luglio 2021. Vi hanno preso parte 30 atleti.
La gara è stata vinta dal ceco Jiří Lipták.

## Formato
L'evento si articola in tre fasi: un turno di qualificazione, una semifinale e la finale. Nella qualificazione, ogni atleta spara verso 125 piattelli suddivisi in 5 fasi da 25 piattelli l'una. Ad ogni fase, 10 piattelli sono lanciati da sinistra, 10 da destra e 5 frontalmente. I tiratori possono sparare fino a due colpi per ogni bersaglio.
I primi 6 tiratori del turno di qualificazione passano alla semifinale. Qui ogni atleta spara verso 15 piattelli, dove è permesso un solo colpo per ogni bersaglio. Il primo e il secondo si classificano alla finale per l'oro, il terzo e il quarto alla finale per il bronzo. Sia nella finale per l'oro che in quella per il bronzo, ogni atleta spara verso 15 piattelli.

## Record
Prima della competizione, i record olimpici e mondiali erano i seguenti:
| Qualificazione  | Qualificazione                                      | Qualificazione | Qualificazione                     | Qualificazione                |
| --------------- | --------------------------------------------------- | -------------- | ---------------------------------- | ----------------------------- |
| Record mondiale | Giovanni Pellielo (Italia)                          | 125            | Nicosia, Cipro                     | 1º aprile 1994                |
| Record olimpico | Michael Diamond (Australia) Aleksey Alipov (Russia) | 124            | Atlanta, Stati Uniti Atene, Grecia | 21 luglio 1996 15 agosto 2004 |

## Programma
| Data           | Ora (JPN/UTC+9) | Turno          |
| -------------- | --------------- | -------------- |
| 28 luglio 2021 | 9:00            | Qualificazioni |
| 29 luglio 2021 | 9:30            | Qualificazioni |
| 29 luglio 2021 | 9:30            | Semifinale     |
| 29 luglio 2021 | 15:45           | Finali         |

## Risultati

### Turno di qualificazione
| Pos. | Atleta                | Nazionalità   | 1  | 2  | 3  | 4  | 5  | Totale    | Shoot-off | Note |
| ---- | --------------------- | ------------- | -- | -- | -- | -- | -- | --------- | --------- | ---- |
| 1    | Jiří Lipták           | Rep. Ceca     | 25 | 24 | 25 | 25 | 25 | 124       |           | Q    |
| 2    | Matthew Coward-Holley | Gran Bretagna | 24 | 24 | 25 | 25 | 25 | 123       | +21       | Q    |
| 3    | Abdulrahman Al-Faihan | Kuwait        | 24 | 25 | 25 | 24 | 25 | 123       | +20       | Q    |
| 4    | David Kostelecký      | Rep. Ceca     | 25 | 24 | 24 | 25 | 25 | 123       | +5        | Q    |
| 5    | Yu Haicheng           | Cina          | 24 | 24 | 25 | 25 | 25 | 123       | +2        | Q    |
| 6    | Jorge Orozco          | Messico       | 25 | 24 | 23 | 25 | 25 | 122       | +17       | Q    |
| 7    | Talal Al-Rashidi      | Kuwait        | 24 | 24 | 24 | 25 | 25 | 122       | +16       |      |
| 8    | Aleksey Alipov        | ROC           | 25 | 25 | 23 | 24 | 25 | 122       | +10       |      |
| 9    | Alberto Fernández     | Spagna        | 23 | 25 | 25 | 24 | 25 | 122       | +6        |      |
| 10   | Mauro De Filippis     | Italia        | 25 | 24 | 25 | 23 | 25 | 122       | +1        |      |
| 11   | Erik Varga            | Slovacchia    | 24 | 25 | 24 | 25 | 24 | 122       | +1        |      |
| 12   | Brian Burrows         | Stati Uniti   | 25 | 24 | 23 | 24 | 25 | 121       |           |      |
| 13   | Mohammed Al-Rumaihi   | Qatar         | 23 | 25 | 24 | 25 | 24 | 121       |           |      |
| 14   | Yang Kun-pi           | Taipei cinese | 25 | 24 | 23 | 25 | 24 | 121       |           |      |
| 15   | Andreas Löw           | Germania      | 24 | 24 | 25 | 24 | 24 | 121       |           |      |
| 16   | Abdel-Aziz Mehelba    | Egitto        | 24 | 24 | 25 | 25 | 23 | 121       |           |      |
| 17   | Savate Sresthaporn    | Thailandia    | 24 | 25 | 25 | 24 | 23 | 121       |           |      |
| 18   | Gian Marco Berti      | San Marino    | 25 | 25 | 24 | 24 | 23 | 121       |           |      |
| 19   | Ahmed Zaher           | Egitto        | 22 | 24 | 25 | 25 | 24 | 120       |           |      |
| 20   | João Azevedo          | Portogallo    | 23 | 25 | 24 | 25 | 23 | 120 CB:12 |           |      |
| 21   | James Willett         | Australia     | 23 | 25 | 24 | 25 | 23 | 120 CB:2  |           |      |
| 22   | Josip Glasnović       | Croazia       | 24 | 24 | 25 | 24 | 23 | 120       |           |      |
| 23   | Aaron Heading         | Gran Bretagna | 24 | 24 | 25 | 25 | 25 | 119       |           |      |
| 24   | Derrick Mein          | Stati Uniti   | 24 | 23 | 23 | 25 | 24 | 119       |           |      |
| 25   | Thomas Grice          | Australia     | 25 | 22 | 24 | 25 | 23 | 119       |           |      |
| 26   | Derek Burnett         | Irlanda       | 22 | 24 | 24 | 24 | 24 | 118       |           |      |
| 27   | Alessandro de Souza   | Perù          | 24 | 22 | 25 | 23 | 24 | 118       |           |      |
| 28   | Andreas Makri         | Cipro         | 22 | 25 | 23 | 22 | 25 | 117       |           |      |
| 29   | Shigetaka Oyama       | Giappone      | 24 | 22 | 23 | 21 | 25 | 115       |           |      |

### Finale
| Pos. | Atleta                | Serie | Serie | Serie | Serie | Serie | Serie | Shoot-off | Note            |
| Pos. | Atleta                | 1     | 2     | 3     | 4     | 5     | 6     | Shoot-off | Note            |
| ---- | --------------------- | ----- | ----- | ----- | ----- | ----- | ----- | --------- | --------------- |
|      | Jiří Lipták           | 20    | 24    | 29    | 34    | 39    | 43    | +7        | Record olimpico |
|      | David Kostelecký      | 23    | 28    | 32    | 36    | 38    | 43    | +6        | Record olimpico |
|      | Matthew Coward-Holley | 21    | 25    | 29    | 33    |       |       |           |                 |
| 4    | Jorge Orozco          | 22    | 26    | 28    |       |       |       |           |                 |
| 5    | Yu Haicheng           | 19    | 24    |       |       |       |       |           |                 |
| 6    | Abdulrahman Al-Faihan | 18    |       |       |       |       |       |           |                 |